# Calantão
Calantão (em malaio: Kelantan é um estado da Malásia, localizado no nordeste do país, na península Malaia. É um estado agrário com arrozais e vilas de pescadores. Sua área é de 14 922 kmª e sua população, de 2 100 000 habitantes (2007). Limita com a província tailandesa de Narathiwat ao norte e com os estados malaios de Terenganu a sudeste, Perak a oeste e Pão ao sul. É banhado pelo mar da China Meridional a nordeste.
De maioria muçulmana, Calantão é o estado mais conservador da Malásia.